# Thesium decipiens
Thesium decipiens är en sandelträdsväxtart som beskrevs av O.M. Hilliard & B.L. Burtt. Thesium decipiens ingår i släktet spindelörter, och familjen sandelträdsväxter. Inga underarter finns listade i Catalogue of Life.